# Ociu, Hunedoara
Ociu este un sat în comuna Vața de Jos din județul Hunedoara, Transilvania, România.

## Monumente istorice
- Biserica de lemn „Sfinții Arhangheli Mihail și Gavriil”